# Kvantna kriptografija
Kvantna kriptografija je vrsta kriptografije koja rabi tehnologije razvijene u kvantnoj fizici za šifriranje i dešifriranje poruka odnosno datoteka, ili koji rabe računala koja rabe kvantnu tehnologiju koja omogućavaju brži ciklus operacija i s tim primjenu složenijih algoritama. Kvantna kriptografija nastala je kao odgovor na problem nedostataka klasičnih računala i sadašnjih sigurnosnih algoritama koja su kroz lakoj dostupnosti brzih i jeftinih računarskih strojeva na otvorenom tržištu, te metodama masovnog udruživanja rada računarskih strojeva kroz zatvorene ili otvorene mreže. Sve ovo je proizvelo situaciju u kojem su mnogi kriptografski algoritmi postali nesigurni i ranjivi na proboj.

## Vanjske poveznice
- Interaktives Experiment mit einzelnen Photonen zur Quantenkryptographie (njem.)
- Quantum Information Group des Toshiba Cambridge Research Laboratory (engl.)  Arhivirana inačica izvorne stranice od 1. rujna 2011. (Wayback Machine)
- Erneut erfolgreicher Angriff auf Quantenkryptographie (njem.)